# NRT II
NRT II est le second tombeau que les fouilles de la mission Montet ont mis au jour dans la nécropole royale de Tanis.
Cette tombe borde au nord celle d'Osorkon II, la NRT II et jouxte la NRT VII restée anonyme. Son architecture est très proche de celle du tombeau du prédécesseur de Pamy Ier, Sheshonq III, découvert plus tard au nord-ouest de la nécropole royale.
Bâti en calcaire il était ceint d'un mur de brique délimitant un périmètre dans lequel se trouve le caveau. On y accédait par un puits situé au nord qui ouvrait directement dans la chambre funéraire contenant le sarcophage royal.

## Découverte
Les circonstances de l'exploration de ce tombeau restent floues. Les comptes-rendus de fouilles de l'équipe d'égyptologue se mélangeant et les récits divergeant sur la nature même de l'état de la tombe. Dans ses lettres envoyées à son épouse restée en France, le Pr. Montet lui fait part jour après jour de l'état d'avancement du chantier de fouille.
Au moment de la découverte de la tombe NRT II, il indique le 4 mars que le sarcophage était en cours d'étude par un des ouvriers spécialisés de l'équipe, alors que l'extrait du carnet de fouille prise par Georges Goyon indique la date du 8 mars pour le début de l'exploration du tombeau. De plus, ce dernier qui relate les mêmes faits dans son ouvrage La découverte des trésors de Tanis, évoque un accident qui n'apparaît nulle part ailleurs dans les cahiers de fouilles de Tanis : l'effondrement du plafond de la tombe, dans un fracas extraordinaire.
Il est donc difficile de connaître précisément les circonstances qui entourent l'étude de cette tombe qui pour le reste avait été dévastée par les pilleurs de l'Antiquité.

## La sépulture
Les pièces sont numérotées un et deux :
- NRT II,1 : Le puits d'accès, découvert comblé de déblais et débris divers.
- NRT II,2 : La chambre funéraire royale, comprenant le sarcophage en calcaire du roi. Le couvercle est fracturé sur une assez grande part de son angle nord, ce qui a permis aux voleurs d'emporter avec eux les richesses qu'il contenait. Seuls le crâne et quelques ossements brisés ainsi que des débris dorés provenant du sarcophage interne en bois restaient au fond du sarcophage. Des ouchebtis fragmentaires au nom de Pamy Ier furent retrouvés dans les déblais qui encombraient la chambre presque totalement lors de sa découverte.